# يرقة

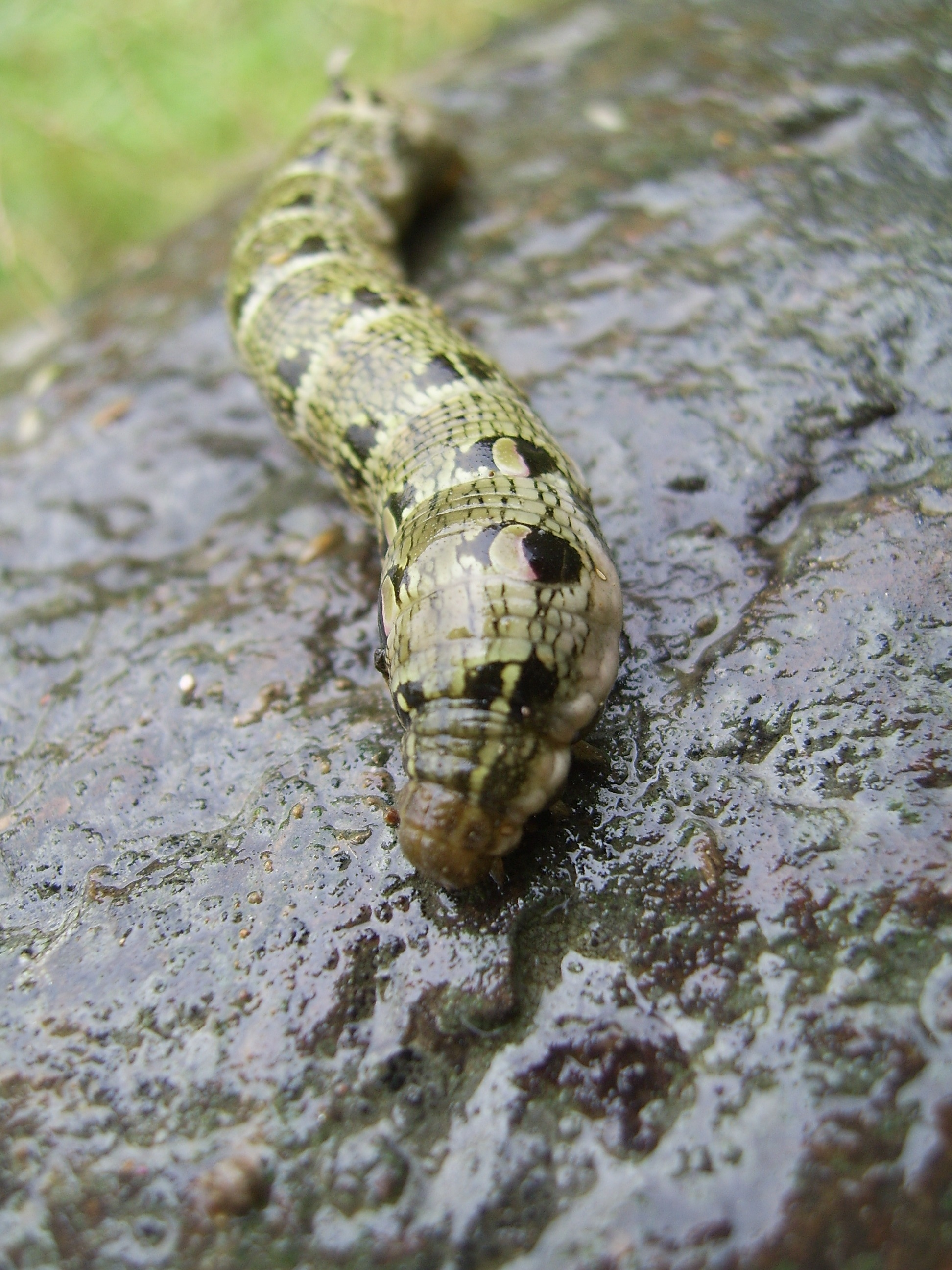
يرقة حشرة

اليرقة أو اليرقانة هو أول طور من نمو الفرد بعد تفقع البيضة، أو الولادة عند عدد كبير من الأنواع الحيوانية، ذات نمو غير مباشر. نصادف هذا النوع من النمو في معظم الشعب، خاصة المفصليات (الحشرات، القشريات...) والرخويات والحلقيات والحبليات (أسماك، برمائيات...).
عادة ما يكون لليرقة شكل ونمط حياة مختلف عن حالتها عند البلوغ. جسمها رخوي عادة، وأحيانا بدون البنيات الحركية للبالغ (أجنحة، أرجل). بعضها غير متحرك. عند المفصليات، يكون النمو عبر انسلاخات متتالية. هكذا، يكون عند بعض الأنواع مراحل يرقية متعددة متتالية. قد تشهد اليرقة فترات حياة بطيئة (فترة البيات)، حيث تتحمل ظروف فصل صعب جاف أو بارد. بعد التحول تصبح اليرقة بالغا قادرا على التوالد. عند الحشرات، قد نجد مرحلة وسطى بين طور اليرقة وطور حشرة الكاملة تسمى حورية أو عذراء.
من اليرقات ما هو مائي وما هو بري (على السطح أو تحت الأرض). تنمو عادة كطفيليات على حساب كائنات حية أخرى من حيوانات ونباتات. يحارب هذا التطفل الذي تنجم عنه أمراض بشرية وحيوانية كثيرة، باستعمال المكافحة البيولوجية.
عادة ما تكون اليرقة أكثر الأطوار تدميرا لدى الحشرات المدمرة، مثل عقربية حرشفيات الأجنحة وسوسة النخيل الحمراء. لكن هناك يرقة أليفة: دودة القز التي هي عقربية عث التوت، التي تربى لأخذ الحرير الطبيعي.

## اقرأ أيضا
- حورية (حشرات)
- عذراء
- يافعة
- زيزان دورية
- دود ميزكال
- إنتاج الحرير من دودة القز
- دودة القز
- كيسانية مذنبة